# Porpax risi
Porpax risi е вид насекомо от семейство Плоски водни кончета (Libellulidae).

## Разпространение
Видът е разпространен в Ангола, Бурунди, Демократична република Конго, Замбия, Зимбабве, Кения, Малави, Мозамбик, Танзания и Уганда.